# Linnaemya pallidula
Linnaemya pallidula là một loài ruồi trong họ Tachinidae.